# Szabó Miklós (történész, 1935–2000)
Szabó Miklós (Budapest, 1935. május 6. – Budapest, 2000. szeptember 22.) magyar történész, politikus, országgyűlési képviselő.

## Életpályája
Az elemi és a középiskolát Budapesten végezte, 1954-ben
érettségizett az óbudai Árpád Gimnáziumban. Majd az Eötvös Loránd Tudományegyetem Bölcsészettudományi Karon, magyar nyelv és irodalom illetve történelem szakon kezdte tanulmányait.
Mint egyetemista vett részt a Petőfi Kör vitáiban, majd az 1956-os forradalom leverése után az ELTE BTK MEFESZ-szervezetének egyik alapítója. Miután a KISZ megalakulásával a MEFESZ-t 1957. márciusban betiltották, az 1956 örökségét őrizni kívánó diákszervezetben való részvétele meghatározta pályafutását.
Diplomáját megszerezve 1958-ban – rossz káderlapja miatt – Vácra került, nevelőtanár lett a 204.
sz. Szakmunkásképző Intézetben. 1959-ben visszakerült a fővárosba, az MTA Történettudományi Intézetében kapott könyvtárosi állást. 1967-ig volt könyvtáros, ezután tudományos kutatói beosztásba került. Témája a magyar századelő újkonzervatív gondolkodása, szervezetei és a Horthy-korszak ideológiai irányzatainak az elemzése. Számos szaktanulmányt publikált a vizsgált korszakok ideológiatörténetéről, könyve azonban csak 1989-ben jelenhetett meg (Politikai kultúra Magyarországon 1896-1986), a Medvetánc–Atlantis Kiadónál.

## Politikai szerepvállalása
Nyílt ellenzéki politikai tevékenysége 1978. januárban kezdődött, amikor aláírta a csehszlovákiai Charta '77 mozgalom bebörtönzött tagjaival szolidaritást vállaló nyilatkozatot. 1979. szeptembertől a demokratikus ellenzék szervezte Repülő egyetem rendszeres előadója, a 20. századi politikatörténet tabu témáiról, a szovjet és a magyar kommunista párt történetéről, a népi demokráciákról és 1956-ról beszélt. Az előadások szövege nem jelent meg, de a gépelt példányok sok helyre eljutottak. Az illegális Beszélő első számában saját nevén írt a Bibó-emlékkönyvről. Az illegális akciókért két munkahelyi fegyelmit kapott (1979, 1985), de a legkomolyabb megtorlástól, az elbocsátástól megvédték. 1979-től 1986-ig publikációs tilalom alatt állott, konferenciákra sem utazhatott, egyedül a régi Mozgó Világ és a Medvetánc című folyóiratok közölték írásait. 1985-ben részt vett az illegális monori találkozón. A Demszky Gábor által szerkesztett illegális Hírmondóban magyar tárgyú cikkeit Fortinbras Jenő, szovjet témájú írásait Kibicz Gyula álnéven jelentette meg; több cikket Krasznai Zoltánnal együtt írt. 1985. júniusban a monori értelmiségi találkozó egyik korreferátumát tartotta. 1985. novemberben a Rakpart Klubban nagy nyilvánosság előtt először ő tartott előadást 1956-ról.

### A Szabad Kezdeményezések Hálózatától a Szabad Demokraták Szövetségéig
A Szabad Kezdeményezések Hálózatának alapítója, szóvivője. Hamarosan belátta, hogy a Hálózat politikai szervezetnek alkalmatlan, és a helyzet gyors változásával az idő is túlhaladt rajta. Az 1988. november 13-i kongresszuson a párttá alakulást képviselte, a Szabad Demokraták Szövetsége (SZDSZ) alapító tagja, az 1990. évi választásokig a párt országos ügyvivője, az Elvi nyilatkozat és az első pártprogram egyik megfogalmazója volt.
Az 1990. évi országgyűlési választásokon mandátumát pártja budapesti listáján szerezte. 1990. május 3-tól a honvédelmi állandó bizottságban, azon belül az elvi, politikai, doktrína,
külkapcsolatok, katonai hírszerzés albizottságban dolgozott. Az SZDSZ 1990-ben megszerzett második helyét a radikális politika sikereként értékelte, helyeselte az 1991-ben követett offenzív, kormánybuktató politikát. Tölgyessy Péter elnöksége idején kikerült a pártvezetésből, Pető Iván megválasztása után, 1993. februártól a frakció biztonságpolitikai szóvivője lett.
A párton belül hagyományosan az ideológiai kérdések egyik szakértője, folyóirat- és napilapcikkek sokaságát tette közzé a konzervatív kormány politikáját és társadalomképét, valamint történelemfelfogását bírálva.
Történeti-politikai publicisztikai cikkeit, esszéit – hatvanadik születésnapja tiszteletére – 1995-ben Múmiák öröksége címmel önálló kötetben is kiadták. Az 1994. évi országgyűlési választásokon egyéni jelöltként nem indult, mandátumát az SZDSZ országos listájának harmincnegyedik helyéről szerezte. Az Országgyűlés honvédelmi állandó bizottságának a tagja, ezen belül az elvi, biztonságpolitikai, katonai, valamint a nemzetközi kapcsolatok albizottság munkájában vesz részt.

## Művei
- Politikai kultúra Magyarországon, 1896–1986. Válogatott tanulmányok; ELTE–MKKE, Budapest, 1989 (Medvetánc könyvek)
- Múmiák öröksége. Politikai és történeti esszék; vál., szerk. Némethy Szabolcs és Somogyi Zoltán; Új Mandátum, Budapest, 1995 helytelen ISBN kód: 9637476308
- Viszonylag békésen; Helikon–Mozgó Világ, Budapest, 2000
- Az újkonzervativizmus és a jobboldali radikalizmus története, 1867–1918; Új Mandátum, Budapest, 2003
- A jó kommunista szilárdan együtt ingadozik a Párttal, JATEPress, 2013, ISBN 9789633151471
- Politikai kultúra Magyarországon 1896–1986, ELTE / MKKE, Budapest, 1989, ISBN 9634624472